# North Pest Vipers
A North Pest Vipers budapesti amerikaifutball-csapat. 2004-ben alakult, de 2006 elején egy botrányos szétválás után a csapat nagy része úgy döntött, hogy inkább az újraalakuló Budapest Cowboys csapatában folytatja a játékot.

## 2007-2008
Egyéves újjáépítés után a Vipers végre tudott indulni a bajnokságban. A csapat 2007-ben a MAFL Divízió II. második helyét érte el (A döntőben a Budapest Cowboystól kaptak ki) , így feljutott a 2008-as Divízió I.-be. Bár csoportjában az utolsó helyet érte el 2008-ban, bent maradt a Divízió I.-ben.

## 2008-as szétválás
A bajnokság után a játékosok és a vezetőség közötti régóta fennálló feszültség tovább erősödött. Miután a vezetőség bejelentette hogy a közeljövőben a Vipers beolvad a Budapest Titans csapatába, a játékosok egyöntetűen úgy döntöttek hogy nem kívánnak a jelenlegi vezetőséggel a továbbiakban együtt dolgozni.
Röviddel ezután egy korábbi tartozás miatt kizárták a Vipers egyesületét a MAFSZ-ból.
Nem sokkal ezután a Vipers volt játékosai (kb. 50 játékossal) új vezetőséget választottak maguknak és új nevük Újbuda Rebels lett.
A korábbi vezetőség a Titans működését segíti.